# Clayton (piłkarz)
Clayton, właśc. Clayton da Silveira da Silva (ur. 23 października 1995 w Rio de Janeiro) – brazylijski piłkarz, grający na pozycji ofensywnego pomocnika.

## Kariera piłkarska

### Kariera klubowa
Wychowanek klubu Figueirense. Karierę piłkarską rozpoczął 3 listopada 2012 w barwach Figueirense w meczu Serie A z CR Flamengo (0:1). 23 lutego 2016 podpisał kontrakt z Atlético Mineiro. 22 marca 2017 został wypożyczony do Corinthiansu, w którym grał do 23 sierpnia 2017. 10 sierpnia 2018 ponownie został wypożyczony, tym razem do Bahia. Od 6 września do 31 grudnia 2019 grał na zasadach wypożyczenia w Vasco da Gama. 25 czerwca 2020 piłkarz anulował swój kontrakt z Atlético, a 6 października 2020 został piłkarzem Dynama Kijów.

### Kariera reprezentacyjna
W 2015 występował w młodzieżowej reprezentacjach Brazylii.

## Sukcesy i odznaczenia

### Sukcesy klubowe
Figueirense
- mistrz Campeonato Catarinense: 2014

Atlético Mineiro
- mistrz Campeonato Mineiro: 2016

Corinthians
- mistrz Campeonato Paulista: 2017

Bahia
- mistrz Campeonato Baiano: 2019